# Castello di Gazzuolo
Il castello di Gazzuolo era una roccaforte situata a Gazzuolo, in provincia di Mantova.

## Collocazione e storia
Alla morte nel 1478 del marchese di Mantova Ludovico III Gonzaga avvenne la divisione dei territori fra i suoi cinque figli maschi con il conseguente smembramento dello Stato gonzaghesco: A Gianfrancesco Gonzaga (1446-1496) e al fratello cardinale Francesco Gonzaga (1444-1483) toccarono le terre di Gazzuolo, Rivarolo Fuori, Bozzolo, San Martino, Commessaggio, Sabbioneta, Isola Dovarese e Dosolo. Nel 1483, alla morte del fratello cardinale, Gianfrancesco divenne unico signore dei territori ereditati.
Il castello di Gazzuolo venne edificato in questo periodo: nacque così la signoria di Gazzuolo, che nel 1565 ottenne il titolo di marchesato.

### La corte gonzaghesca di Gazzuolo
Grazie al matrimonio nel 1479 tra Gianfrancesco e la contessa di origini napoletane Antonia del Balzo, Gazzuolo divenne sede di un'importante corte rinascimentale. I coniugi si circondarono di artisti (tra i quali Andrea Mantegna e Francesco Bonsignori) e di letterati (tra cui Torquato Tasso, Baldassarre Castiglione, Mario Equicola, Giovanni Muzzarelli) anche dopo la morte del marito nel 1496.
Nel 1501 Ludovico Gonzaga (vescovo di Mantova), ospite a Gazzuolo del nipote Ludovico, creò una sua piccola corte, dedicandosi al mecenatismo artistico e commissionando importanti opere agli artisti dell'epoca, tra questi, Pier Jacopo Alari Bonacolsi l'Antico. Fece realizzare il suo studiolo, alla stregua di altri importanti signori del Rinascimento ed ebbe numerosi ospiti tra i quali Girolamo Casio, Paride da Ceresara, Angelo Poliziano, Giovanni Sabadino degli Arienti, Battista Spagnoli, Niccolò da Correggio e Matteo Bandello.
Nel 1513 nel castello di Gazzuolo nacque Giulia Gonzaga, figlia di Ludovico Gonzaga e di Francesca Fieschi. Sposò il condottiero Vespasiano Colonna e si stabilì a Fondi, dove nel locale castello creò un raffinato circolo intellettuale.
Anche Lucrezia Gonzaga, destinata a diventare una letterata e una delle donne più importanti del Rinascimento, nacque nel 1522 in questo castello.
Nel 1552 il marchesato di Gazzuolo fu incorporato nel ducato di Mantova, seguendone le sorti fino alla sua decadenza.
Il castello venne definitivamente abbattuto intorno al 1705, durante la dominazione austriaca.

## Galleria d'immagini

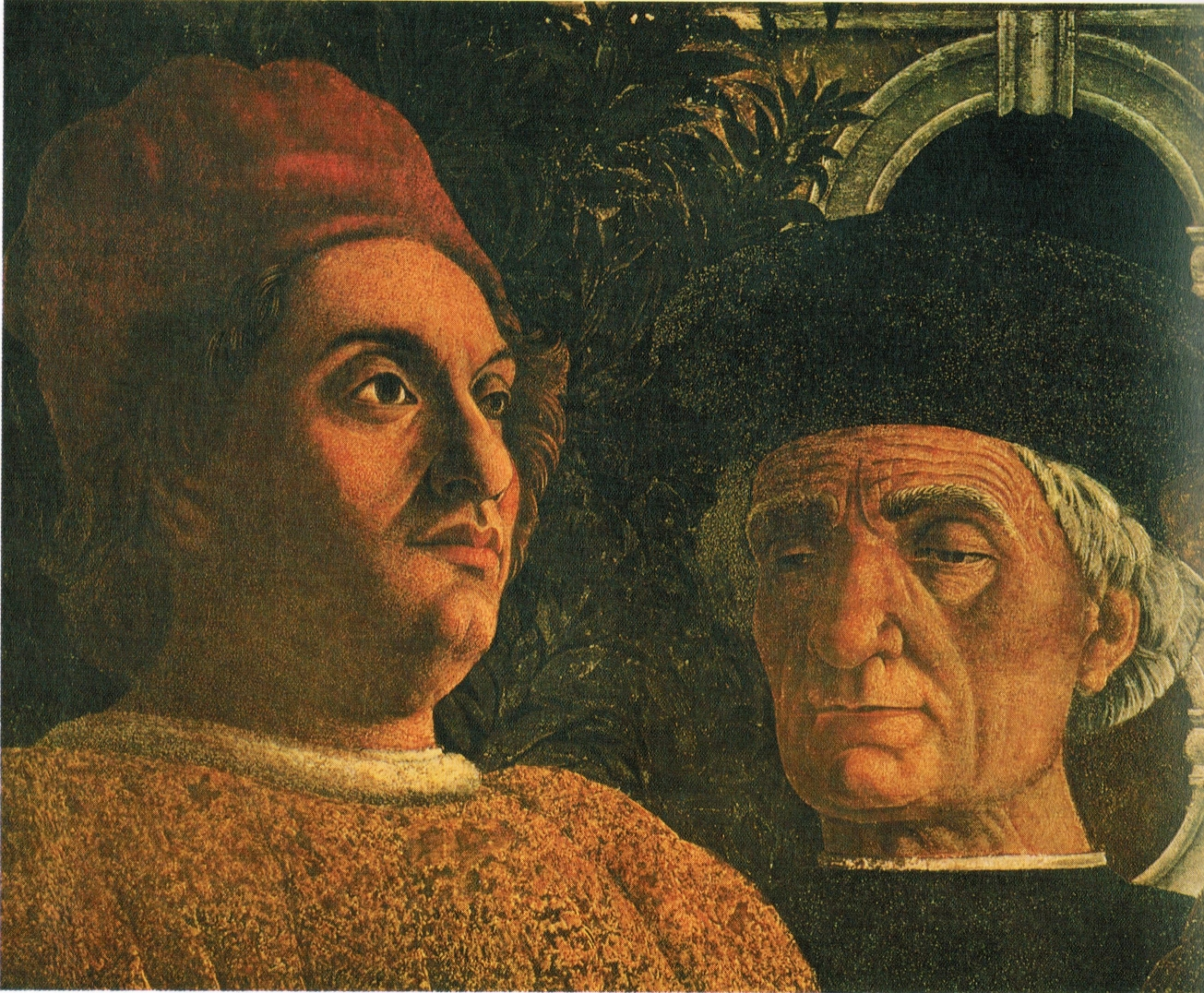
Gianfrancesco Gonzaga, a sinistra.
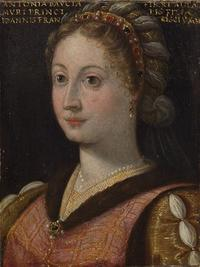
Antonia del Balzo
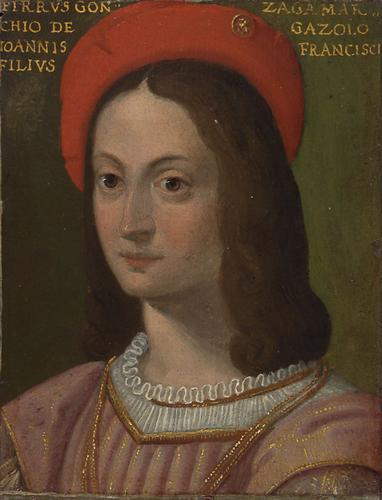
Pirro Gonzaga
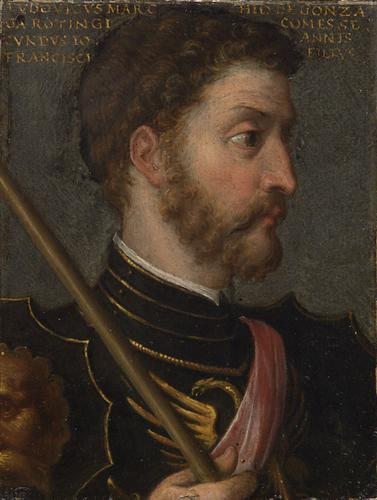
Ludovico Gonzaga
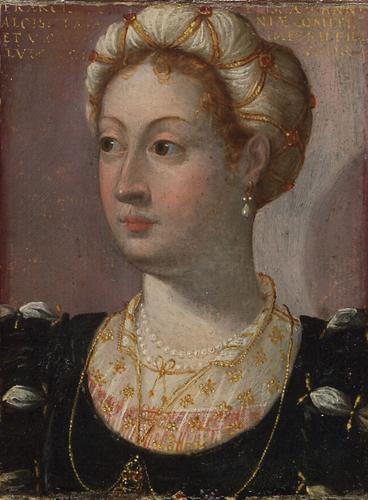
Francesca Fieschi
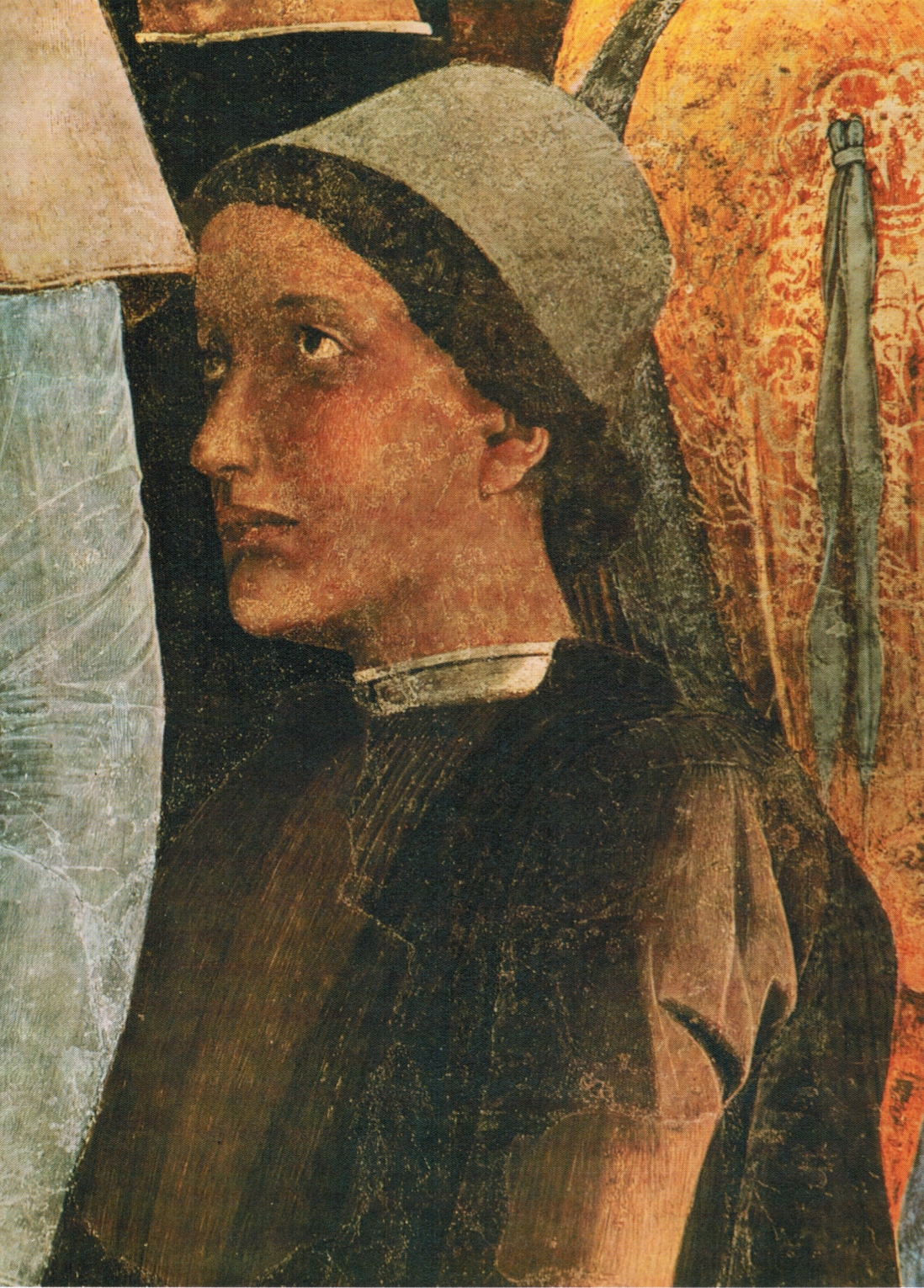
Ludovico Gonzaga (vescovo di Mantova)
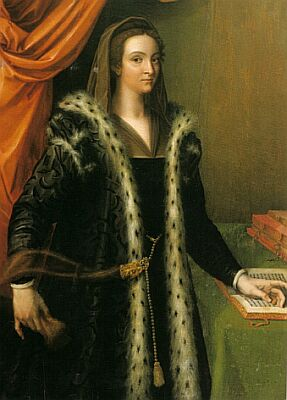
Giulia Gonzaga